# Jean-Pierre Gleis
Johann Peter (Jean-Pierre) Gleis (Hosingen, 2 februari 1889 – Luxemburg-Stad, 23 juli 1965) was een Luxemburgs kunstschilder en tekenaar.

## Leven en werk
Jean-Pierre of Jean Gleis was een zoon van tuinman Johann Gleis en Maria Catharina Dimmer. Hij werd opgeleid tot onderwijzer aan de Normaalschool in Luxemburg en studeerde aan de Académie Julian in Parijs en de Kunstgewerbeschule in München. In 1908 werd hij aangesteld als leraar in Grosbous, later gaf hij les in de hoofdstad. Hij trouwde in 1928 met Augustine (Gusty) Schambourg.
Als kunstenaar was Gleis vooral bekend om zijn landschapsaquarellen en pentekeningen. Hij werd lid van de Cercle Artistique de Luxembourg en nam van 1921 tot 1964 deel aan de salons van de kunstenaarsvereniging. Hij ontving de zilveren medaille (1938) en werd benoemd tot ridder (1951) in de Orde van de Eikenkroon. Hij werd door de Franse regering benoemd tot Officier d'Academie (1951).
Jean-Pierre Gleis overleed op 76-jarige leeftijd.
- Musée national d'archéologie, d'histoire et d'art: lkl004089